# ريكاردو فيريرا دا سيلفا
ريكاردو فيريرا دا سيلفا (بالبرتغالية: Ricardo Ferreira da Silva‏) (9 سبتمبر 1984 بكوريتيبا في البرازيل - ) هو لاعب كرة قدم برازيلي في مركز الدفاع. لعب مع أتلتيكو مينييرو ونادي قبله ونادي كوريتيبا ونادي مالمو.

## وصلات خارجية
- ريكاردو فيريرا دا سيلفا على موقع اتحاد السويد (السويدية)
- ريكاردو فيريرا دا سيلفا على موقع قاعدة بيانات كرة القدم.إي يو (الإنجليزية)
- ريكاردو فيريرا دا سيلفا على موقع Soccerway.com (الإنجليزية)
- ريكاردو فيريرا دا سيلفا على موقع عالم كرة القدم.نت (الإنجليزية)
- ريكاردو فيريرا دا سيلفا على موقع AS.com (الإسبانية)